# Кашино (Александровский район)
Кашино — деревня в Александровском муниципальном районе Владимирской области России, входит в состав Следневского сельского поселения.

## География
Деревня расположена на берегу реки Серая в 4 километрах на юго-запад от центра поселения деревни Следнево и в 11 километрах на запад от города Александрова.

## История
В XIX — начале XX века деревня входила в состав Александровской волости Александровского уезда. В 1859 году в деревне числилось 8 дворов, в 1905 году — 13 дворов, в 1926 году — 27 дворов.
С 1929 года деревня входила в состав Романовского сельсовета Александровского района, с 1941 года — в составе Долматовского сельсовета Струнинского района, с 1965 года — в составе Александровского района, с 1967 года — в составе Следневского сельсовета, с 2005 года — в составе Следневского сельского поселения.

## Население
| 1859 | 1905 | 1926 | 2002 | 2010 | 2021 |
| ---- | ---- | ---- | ---- | ---- | ---- |
| 49   | ↗81  | ↗133 | ↘20  | ↘7   | ↗44  |